# Diagnostic organisationnel
Un diagnostic organisationnel est une prise de recul pour évaluer l'«état de santé» d'une organisation telle qu'une entreprise et transmettre des recommandations afin d'améliorer l'efficacité de son fonctionnement.

## Enjeux d'un diagnostic organisationnel
Le diagnostic permet par le biais d'une analyse documentaire rigoureuse, par la réalisation d'entrevues individuelles et de groupes ainsi que par la comparaison de la performance de l'organisation avec celle d'autres organisations semblables, de savoir si l'entreprise est efficacement organisée.

## Démarche d'un diagnostic organisationnel
Il est nécessaire de répondre aux questions suivantes :
- Mission, vision et valeurs: sont-elles claires, connues, véhiculées dans les actions et partagées par tous ?
- Planification : est-elle complète, réaliste, réalisable? Se traduit-elle par des objectifs précis et mesurables ?
- Gestion : les politiques internes, structures, modes de gestion et communications sont-ils adaptés à la mission et aux objectifs ?
- Ressources : l'organisation dispose-t-elle des ressources (humaines, matérielles, financières et techniques) adéquates pour atteindre les objectifs ? Sont-elles utilisées à bon escient ?